# Jean-Baptiste Meeûs (1672-1734)
Pour les articles homonymes, voir Meeus et Jean-Baptiste Meeûs (1779-1856).
Jean-Baptiste Meeûs (1672-1734) est un banquier et négociant bruxellois.

## Vie privée
Fils de Jean-Baptiste Meeûs (1647-1694), négociant en vins, et d'Eléonore de Touron (1652-1696), et aîné d'une famille de 12 enfants (dont six garçons et six filles), il est né le 10 décembre 1672, sous le règne du roi Charles II d'Espagne et souverain des Pays-Bas espagnols mort en 1700. Sa mère était la sœur d'Adrien, le prélat de l'abbaye du Coudenberg de Bruxelles.
Elle avait également une sœur, Anne, qui mourut béguine au Grand Béguinage de Bruxelles. L'acte de partage de sa succession est signé par le notaire H. Baugniet de Bruxelles.
Jean-Baptiste Meeûs épouse Catherine van Cutsem (1680-1755) en 1699. Le premier septembre 1725, à Bruxelles (Coudenberg), leur fille Marie-Josèphe se marie avec Jean Joseph Symons (1695-1751), maître-brasseur bruxellois.
```
Il hérita de la propriété du 
Marly
 en pleine rénovation où, désormais, 
« la noblesse et le peuple viennent se divertir en été »
[
5
]
.
```

Il devint échevin-juré de la Chef-Chambre des Tonlieux et Domaines de Sa Majesté et traitait sur un pied d'égalité avec les plus nobles seigneurs de Bruxelles : un jour, il paie cent mille livres au marquis de Rossy, ministre de Sa Majesté très chrétienne ; un autre jour, il prête une forte somme au comte Eugène Hyacinthe de Lannoy de la Motterie, qui constitue en garantie la terre seigneuriale de Sombreffe. Quand il a besoin d'argent liquide pour ses affaires, il peut remettre des pierreries et des bijoux somptueux entre les mains des Juifs de Hollande.
Il avança des fonds considérables à Gio Paolo Bombarda, trésorier particulier de l'Électeur, conseiller des Finances, fermier des impôts et finances, pour pouvoir continuer et achever la construction du Grand Théâtre de Bruxelles. Ancien architecte et aimant le faste, il avait découvert que, muni de tous ses pouvoirs, il pourrait tenir, grâce à cet opéra, Bruxelles et sa noblesse avide de spectacles sous sa coupe. Mais tout allait basculer. La guerre de succession d'Espagne allait commencer.

## Fermier généraldes monnaies
Fermier général des monnaies à l'époque du règne du duc d'Anjou (un petit-fils de  Louis XIV roi de France), devenu Philippe V (roi d'Espagne) et souverain des Pays-Bas espagnols en 1700 par héritage du roi Charles II d'Espagne. ou maître général des Monnaies, selon les sources.

## Propriétaire et directeur de La Monnaie
Il acheta avec son épouse le théâtre de la Monnaie (ou Munt) de Gio Paolo Bombarda, en vente publique, par-devant le notaire De Potter le 5 novembre 1717 pour 20 000 florins. Et le 15 juin de l'année suivante, il acquit le grand bâtiment ayant façade sur la Place. Ils devaient les conserver et, après eux, leurs trois filles célibataires jusqu'en 1763, date à laquelle le théâtre passa entre les mains de Guillaume Charliers de Borchgravenbroeck, le surintendant du Rivage.
Il possédait de nombreuses propriétés de rapport.

## Propriétés
En 1713, il achète avec son épouse plusieurs propriétés à Bruxelles, rue Haute, près de l'hôpital Saint-Pierre et rue des Pigeons, près de l'église Notre-Dame de la Chapelle, par actes notariés passés devant le notaire P. Van Cutsem.

## Industriel
Le 20 juillet 1714, Jean-Baptiste demande à la Chambre des Comptes la concession accordée le 8 novembre 1659 à Théodore de Ghistelles pour l'exploitation d'une très ancienne mine de plomb à Court-Saint-Étienne ; il réitère sa demande en 1er décembre 1714, auprès du Souverain ; elle ne sera accordée que vers 1726. Il obtient également la même année un octroi pour créer le second établissement bruxellois de teinture et d'imprimerie de toiles de coton.